# Lukáš Dlouhý
Lukáš Dlouhý (* 9. dubna 1983 v Písku) je bývalý profesionální český tenista a současný tenisový trenér. Jeho největší úspěchy v kariéře jsou vítězství ve čtyřhře na French Open 2009 a na US Open 2009, třikrát byl ve finále čtyřhry grandslamu (US Open 2007, 2008 a French Open 2007). Trénuje na tenisové Spartě, nejvíc Lucii Havlíčkovou.

## Finálová utkání na turnajích Grand Slamu

### Mužská čtyřhra: 6 (2–4)
| Stav      | Rok  | Turnaj      | Povrch | Spoluhráč    | Soupeři ve finále            | Výsledek             |
| --------- | ---- | ----------- | ------ | ------------ | ---------------------------- | -------------------- |
| Finalista | 2007 | French Open | antuka | Pavel Vízner | Mark Knowles Daniel Nestor   | 6–2, 3–6, 4–6        |
| Finalista | 2007 | US Open     | tvrdý  | Pavel Vízner | Simon Aspelin Julian Knowle  | 5–7, 4–6             |
| Finalista | 2008 | US Open     | tvrdý  | Leander Paes | Bob Bryan Mike Bryan         | 6–7(5–7), 6–7(10–12) |
| Vítěz     | 2009 | French Open | antuka | Leander Paes | Wesley Moodie Dick Norman    | 3–6, 6–3, 6–2        |
| Vítěz     | 2009 | US Open     | tvrdý  | Leander Paes | Maheš Bhúpatí Mark Knowles   | 3–6, 6–3, 6–2        |
| Finalista | 2010 | French Open | antuka | Leander Paes | Nenad Zimonjić Daniel Nestor | 5–7, 2–6             |

## Finálové účasti na turnajích ATP World Tour (18)

### Čtyřhra - výhry (10)
| Legenda                                                       |
| Grand Slam (2)                                                |
| ATP Masters Series / ATP World Tour Masters 1000 (1)          |
| ATP International Series Gold / ATP World Tour 500 Series (0) |
| ATP International Series / ATP World Tour 250 Series (5)      |

| Č.  | Datum             | Turnaj                    | Povrch    | Partner         | Soupeři ve finále                     | Výsledek            |
| 1.  | 26. únor 2006     | Costa Do Sauipe, Brazílie | antuka    | Pavel Vízner    | Mariusz Fyrstenberg Marcin Matkowski  | 6-1, 4-6, 10-3      |
| 2.  | 7. květen 2006    | Estoril, Portugalsko      | antuka    | Pavel Vízner    | Lucas Arnold Ker Leoš Friedl          | 6-3, 6-1            |
| 3.  | 18. únor 2007     | Costa Do Sauipe, Brazílie | antuka    | Pavel Vízner    | Albert Montañés Rubén Ramírez Hidalgo | 6-2, 7-6(4)         |
| 4.  | 29. červenec 2007 | Umag, Chorvatsko          | antuka    | Michal Mertiňák | Jaroslav Levinský David Škoch         | 6-1, 6-1            |
| 5.  | 21. září 2008     | Bangkok, Thajsko          | tvrdý (h) | Leander Paes    | Scott Lipsky David Martin             | 6-4, 7-6(4)         |
| 6.  | 6. červen 2009    | French Open, Francie      | antuka    | Leander Paes    | Wesley Moodie Dick Norman             | 3-6, 6-3, 6-2       |
| 7.  | 13. září 2009     | US Open, USA              | tvrdý     | Leander Paes    | Mahesh Bhupathi Mark Knowles          | 3-6, 6-3, 6-2       |
| 8.  | 3. duben 2010     | Miami, USA                | Tvrdý     | Leander Paes    | Mahesh Bhupathi Max Mirnyj            | 6-2, 7-5            |
| 9.  | 9. ledna 2011     | Brisbane                  | Tvrdý     | Paul Hanley     | Robert Lindstedt Horia Tecău          | 6–4, skreč          |
| 10. | 15. ledna 2011    | Sydney                    | Tvrdý     | Paul Hanley     | Bob Bryan Mike Bryan                  | 6–7(6), 6–3, [10-5] |

### Čtyřhra - prohry (10)
| Legenda                                                       |
| Grand Slam (3)                                                |
| ATP International Series Gold / ATP World Tour 500 Series (4) |
| ATP International Series / ATP World Tour 250 Series (3)      |

| Č.  | Datum            | Turnaj                | Povrch    | Partner      | Vítězové                                | Výsledek        |
| 1.  | 16. duben 2006   | Valencia, Španělsko   | antuka    | Pavel Vízner | David Škoch Tomáš Zíb                   | 6-4, 6-3        |
| 2.  | 4. březen 2007   | Acapulco, Mexiko      | antuka    | Pavel Vízner | Potito Starace Martín Vassallo Argüello | 6-0, 6-2        |
| 3.  | 9. červenec 2007 | French Open, Francie  | antuka    | Pavel Vízner | Daniel Nestor Mark Knowles              | 2-6, 6-3, 6-4   |
| 4.  | 9. září 2007     | US Open, USA          | tvrdý     | Pavel Vízner | Simon Aspelin Julian Knowle             | 7-5, 6-4        |
| 5.  | 9. červen 2008   | Halle, Německo        | tráva     | Leander Paes | Michail Južnyj Mischa Zverev            | 3-6, 6-4, 10-3  |
| 6.  | 25. srpen 2008   | US Open, USA          | tvrdý     | Leander Paes | Bob Bryan Mike Bryan                    | 7-6(5), 7-6(10) |
| 7.  | 29. září 2008    | Tokio, Japonsko       | tvrdý     | Leander Paes | Michail Južnyj Mischa Zverev            | 6-3, 6-4        |
| 8.  | 15. únor 2009    | Rotterdam, Nizozemsko | tvrdý (h) | Leander Paes | Nenad Zimonjić Daniel Nestor            | 6-2, 7-5        |
| 9.  | 10. leden 2010   | Brisbane, Austrálie   | tvrdý     | Leander Paes | Jérémy Chardy Marc Gicquel              | 6-3, 7-6(5)     |
| 10. | 27. únor 2010    | Dubaj, SAE            | tvrdý     | Leander Paes | Simon Aspelin Paul Hanley               | 6-2, 6-3        |

## Davisův pohár
Lukáš Dlouhý se zúčastnil 7 zápasů v Davisově poháru za tým České republiky.
Bilance ve dvouhře 3-4
Bilance ve čtyřhře 1-1

## Postavení na žebříčku ATP na konci sezóny

### Dvouhra
| Rok    | 2000 | 2001   | 2002   | 2003   | 2004   | 2005  | 2006  | 2007   | 2008   | 2009   |
| Pořadí | 879. | ▲ 434. | ▲ 396. | ▼ 433. | ▲ 234. | ▲ 92. | ▬ 92. | ▼ 155. | ▼ 186. | ▼ 461. |

### Čtyřhra
| Rok    | 2000 | 2001   | 2002   | 2003   | 2004   | 2005  | 2006  | 2007 | 2008  | 2009 |
| Pořadí | 838. | ▲ 372. | ▲ 313. | ▼ 373. | ▲ 255. | ▲ 80. | ▲ 20. | ▲ 9. | ▼ 13. | ▲ 6. |